# Pilatus PC-24
Pilatus PC-24 — швейцарский лёгкий бизнес-джет, производимый компанией Pilatus. Предназначен для корпоративных перевозок пассажиров в количестве до 10 человек. Самолётом может управлять как один, так и двое пилотов.
PC-24 оснащён двумя двигателями Williams FJ44, расположенными в хвостовой части.
Первый полёт состоялся 11 мая 2015 года. Первый эксплуатант получил PC-24 в 2018 году.
PC-24 стал первым реактивным самолётом компании Pilatus.

## История
В 1994 году началась эксплуатация самолёта PC-12. Собирая отзывы эксплуатантов, компания Pilatus обратила внимание на желание заказчиков получить самолёт с большей дальностью полёта и скоростью, но сохраняющий возможность работать на небольших полосах. В 2007 году компания приступила к проектированию нового самолёта.
Кабина пилотов разрабатывалась совместно с американской компанией Honeywell.
21 мая 2013 года на выставке European Business Aviation Convention & Exhibition самолёт был впервые продемонстрирован публике.
На European Business Aviation Convention & Exhibition 2014 компания Pilatus получил 84 заказа на PC-24.
1 августа 2014 года была проведена торжественная церемония выкатки первого прототипа PC-24. В производстве находились ещё два опытных образца для лётных испытаний.
Первый полёт прототипа состоялся 11 мая 2015 года. PC-24 выполнил полёт длительностью в 55 минут.
7 декабря 2017 года PC-24 получил сертификаты типа от европейской EASA и американской FAA.
26 ноября 2018 года австралийская медицинская компания Royal Flying Doctor Service of Australia получила первый PC-24, став первым эксплуатантом этого самолёта.
24 ноября 2020 года Росавиация сертифицировала PC-24 для эксплуатации на территории России.
В январе 2021 года авиакомпании Jetfly Aviation был поставлен сотый борт PC-24.

## Эксплуатанты

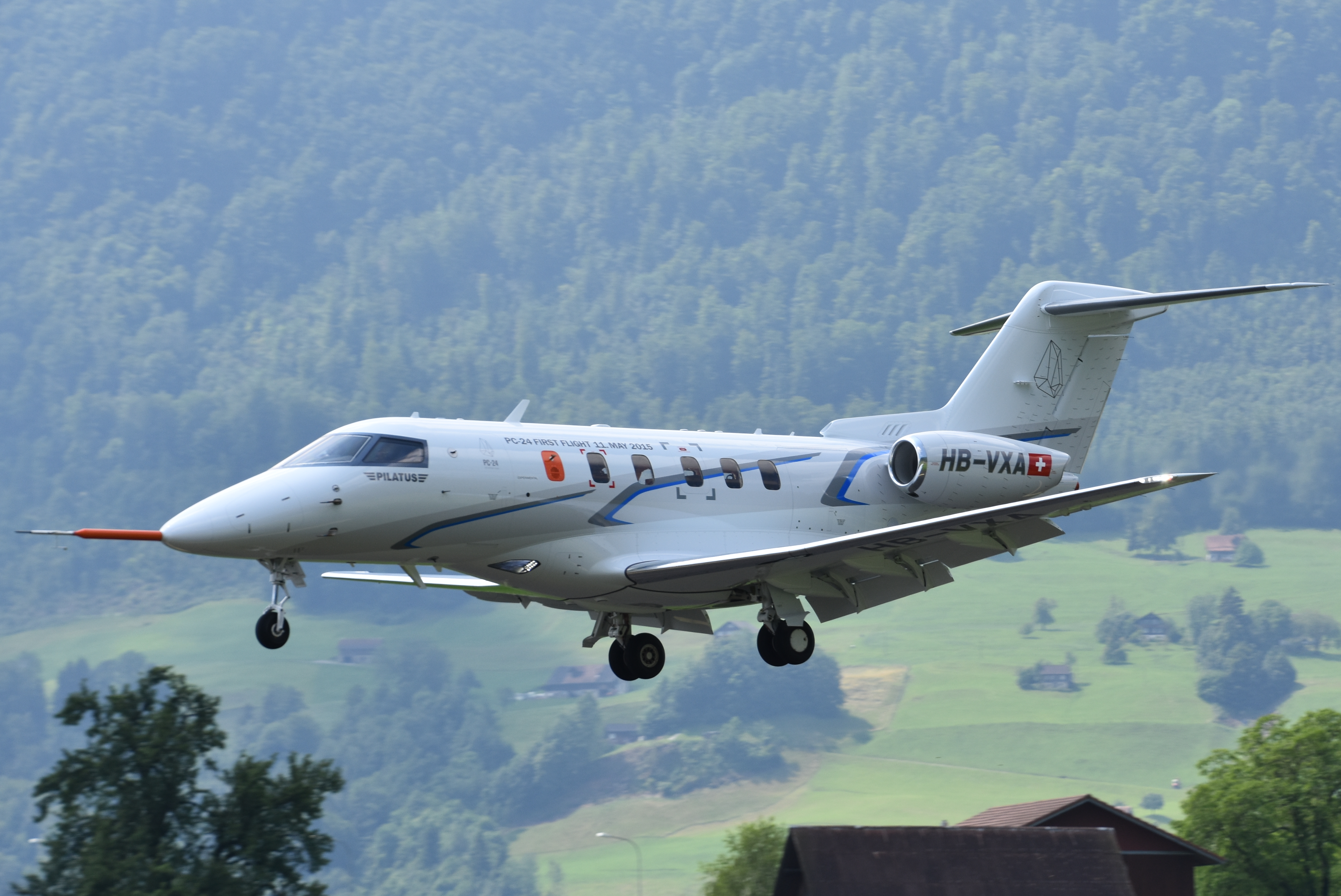
PC-24 заходит на посадку после испытательного полёта

### Гражданские
Royal Flying Doctor Service of Australia,
 PlaneSense,
 Clay Lacy Aviation,
 Western Aircraft,
 JetFly Aviation,
 Windrose Air,
 Volkswagen Air Service,
 Premium Jet AG,
 AMAC Aerospace,
А также частные лица.

### Военные
Воздушный корпус Ирландии,
 ВВС Катара,
 ВВС Швейцарии,

## Характеристики
Технические характеристики
- Экипаж: 1-2 пилота
- Пассажировместимость: 8-10 пассажиров
- Грузоподъёмность: 1134 кг
- Длина: 16,8 м.
- Размах крыла: 17 м.
- Высота: 5,3 м.
- Максимальная взлётная масса: 8300 кг.

Лётные характеристики
- Крейсерская скорость: 815 км/ч
- Скорость сваливания: 151 км/ч
- Практическая дальность: 3334 км
- Перегоночная дальность: 3704 км
- Практический потолок: 13716 м.
- Длина разбега: 820 м.
- Длина пробега: 770 м.

Источник:.

## Происшествия
По данным Aviation Safety Network за время эксплуатации с самолётом PC-24 не происходило серьёзных происшествий с человеческими жертвами.
Среди небольших происшествий следует отметить:
23 февраля 2020 года самолёт PC-24 задел оленя при заходе на посадку в Атланте. Никто не пострадал.
8 мая 2020 года PC-24, выполнявший испытательный полёт из аэродрома Буочс прошёл рядом с планером Schleicher ASG 29 на высоте 1605 метров на крайне маленьком расстоянии. Никто не пострадал.